# 7734 Kaltenegger
7734 Kaltenegger eller 1979 MZ6 är en asteroid i huvudbältet som upptäcktes den 25 juni 1979 av de båda amerikanska astronomerna Eleanor F. Helin och Schelte J. Bus vid Siding Spring-observatoriet. Den är uppkallad efter den österrikiska astronom och astrofysikern Lisa Kaltenegger..